# I liga urugwajska w piłce nożnej (1953)
- Mistrz Urugwaju 1953: CA Peñarol
- Wicemistrz Urugwaju 1953: Club Nacional de Football
- Spadek do drugiej ligi: Central Montevideo
- Awans z drugiej ligi: Miramar Montevideo

Mistrzostwa Urugwaju w roku 1953 były mistrzostwami rozgrywanymi według systemu, w którym wszystkie kluby rozgrywały ze sobą mecze każdy z każdym u siebie i na wyjeździe, a o tytule mistrza i dalszej kolejności decydowała końcowa tabela.

## Primera División

### Kolejka 1
| Mecz                                       |
| ------------------------------------------ |
| Defensor Sporting – Central Montevideo 2:0 |
| Montevideo Wanderers – Rampla Juniors 3:3  |
| Liverpool Montevideo – CA Cerro 1:0        |
| CA Peñarol – River Plate Montevideo 5:1    |
| Club Nacional de Football – Danubio FC 1:1 |

### Kolejka 2
| Mecz                                                 |
| ---------------------------------------------------- |
| CA Peñarol – Rampla Juniors 0:0                      |
| Liverpool Montevideo – Danubio FC 0:0                |
| Central Montevideo – CA Cerro 1:0                    |
| Defensor Sporting – River Plate Montevideo 1:1       |
| Club Nacional de Football – Montevideo Wanderers 4:2 |

### Kolejka 3
| Mecz                                         |
| -------------------------------------------- |
| Club Nacional de Football – CA Cerro 0:0     |
| Rampla Juniors – Central Montevideo 3:0      |
| Defensor Sporting – Montevideo Wanderers 3:2 |
| River Plate Montevideo – Danubio FC 2:2      |
| CA Peñarol – Liverpool Montevideo 6:1        |

### Kolejka 4
| Mecz                                              |
| ------------------------------------------------- |
| CA Peñarol – Central Montevideo 4:1               |
| CA Cerro – Montevideo Wanderers 2:0               |
| Liverpool Montevideo – River Plate Montevideo 4:1 |
| Club Nacional de Football – Defensor Sporting 2:2 |
| Rampla Juniors – Danubio FC 1:0                   |

### Kolejka 5
| Mecz                                                 |
| ---------------------------------------------------- |
| Club Nacional de Football – Liverpool Montevideo 3:0 |
| Rampla Juniors – Defensor Sporting 3:1               |
| Danubio FC – Central Montevideo 3:1                  |
| CA Peñarol – CA Cerro 3:1                            |
| Montevideo Wanderers – River Plate Montevideo 1:1    |

### Kolejka 6
| Mecz                                               |
| -------------------------------------------------- |
| CA Peñarol – Defensor Sporting 4:0                 |
| River Plate Montevideo – Rampla Juniors 2:1        |
| Club Nacional de Football – Central Montevideo 5:2 |
| CA Cerro – Danubio FC 2:1                          |
| Montevideo Wanderers – Liverpool Montevideo 4:3    |

### Kolejka 7
| Mecz                                                   |
| ------------------------------------------------------ |
| Club Nacional de Football – River Plate Montevideo 2:0 |
| CA Cerro – Defensor Sporting 2:2                       |
| Montevideo Wanderers – Central Montevideo 2:1          |
| Rampla Juniors – Liverpool Montevideo 2:1              |
| CA Peñarol – Danubio FC 3:1                            |

### Kolejka 8
| Mecz                                            |
| ----------------------------------------------- |
| River Plate Montevideo – Central Montevideo 2:1 |
| CA Cerro – Rampla Juniors 2:1                   |
| CA Peñarol – Club Nacional de Football 5:0      |
| Defensor Sporting – Liverpool Montevideo 4:4    |
| Montevideo Wanderers – Danubio FC 1:0           |

### Kolejka 9
| Mecz                                           |
| ---------------------------------------------- |
| CA Peñarol – Montevideo Wanderers 4:2          |
| River Plate Montevideo – CA Cerro 3:1          |
| Danubio FC – Defensor Sporting 5:3             |
| Liverpool Montevideo – Central Montevideo 4:0  |
| Club Nacional de Football – Rampla Juniors 1:1 |

### Kolejka 10
| Mecz                                       |
| ------------------------------------------ |
| Defensor Sporting – Central Montevideo 2:0 |
| Montevideo Wanderers – Rampla Juniors 1:0  |
| Liverpool Montevideo – CA Cerro 1:0        |
| CA Peñarol – River Plate Montevideo 5:0    |
| Club Nacional de Football – Danubio FC 1:1 |

### Kolejka 11
| Mecz                                                 |
| ---------------------------------------------------- |
| CA Peñarol – Rampla Juniors 3:2                      |
| Liverpool Montevideo – Danubio FC 2:2                |
| Central Montevideo – CA Cerro 1:1                    |
| Defensor Sporting – River Plate Montevideo 1:1       |
| Club Nacional de Football – Montevideo Wanderers 2:1 |

### Kolejka 12
| Mecz                                         |
| -------------------------------------------- |
| CA Cerro – Club Nacional de Football 2:1     |
| Rampla Juniors – Central Montevideo 3:1      |
| Defensor Sporting – Montevideo Wanderers 2:2 |
| River Plate Montevideo – Danubio FC 2:1      |
| CA Peñarol – Liverpool Montevideo 1:1        |

### Kolejka 13
| Mecz                                              |
| ------------------------------------------------- |
| CA Peñarol – Central Montevideo 4:0               |
| Montevideo Wanderers – CA Cerro 2:1               |
| River Plate Montevideo – Liverpool Montevideo 3:1 |
| Club Nacional de Football – Defensor Sporting 2:0 |
| Danubio FC – Rampla Juniors 2:0                   |

### Kolejka 14
| Mecz                                                 |
| ---------------------------------------------------- |
| Club Nacional de Football – Liverpool Montevideo 4:0 |
| Rampla Juniors – Defensor Sporting 4:2               |
| Danubio FC – Central Montevideo 4:2                  |
| CA Peñarol – CA Cerro 3:0                            |
| Montevideo Wanderers – River Plate Montevideo 2:2    |

### Kolejka 15
| Mecz                                               |
| -------------------------------------------------- |
| CA Peñarol – Defensor Sporting 2:0                 |
| Rampla Juniors – River Plate Montevideo 2:0        |
| Club Nacional de Football – Central Montevideo 2:2 |
| CA Cerro – Danubio FC 0:0                          |
| Montevideo Wanderers – Liverpool Montevideo 0:0    |

### Kolejka 16
| Mecz                                                   |
| ------------------------------------------------------ |
| Club Nacional de Football – River Plate Montevideo 1:0 |
| Defensor Sporting – CA Cerro 5:0                       |
| Central Montevideo – Montevideo Wanderers 2:0          |
| Rampla Juniors – Liverpool Montevideo 2:1              |
| CA Peñarol – Danubio FC 3:0                            |

### Kolejka 17
| Mecz                                            |
| ----------------------------------------------- |
| River Plate Montevideo – Central Montevideo 2:0 |
| Rampla Juniors – CA Cerro 1:0                   |
| Club Nacional de Football – CA Peñarol 2:1      |
| Defensor Sporting – Liverpool Montevideo 1:0    |
| Danubio FC – Montevideo Wanderers 2:0           |

### Kolejka 18
| Mecz                                           |
| ---------------------------------------------- |
| CA Peñarol – Montevideo Wanderers 3:1          |
| River Plate Montevideo – CA Cerro 5:0          |
| Defensor Sporting – Danubio FC 1:0             |
| Liverpool Montevideo – Central Montevideo 3:0  |
| Club Nacional de Football – Rampla Juniors 1:1 |

### Końcowa tabela sezonu 1953
| Poz | Klub                      | Mecze | Zw | Rem | Por | Pkt | BrZd | BrStr |
| --- | ------------------------- | ----- | -- | --- | --- | --- | ---- | ----- |
| 1   | CA Peñarol                | 18    | 15 | 2   | 1   | 32  | 59   | 13    |
| 2   | Club Nacional de Football | 18    | 9  | 7   | 2   | 25  | 34   | 21    |
| 3   | Rampla Juniors            | 18    | 9  | 4   | 5   | 22  | 30   | 21    |
| 4   | River Plate Montevideo    | 18    | 7  | 5   | 6   | 19  | 28   | 31    |
| 5   | Defensor Sporting         | 18    | 6  | 6   | 6   | 18  | 32   | 34    |
| 6   | Danubio FC                | 18    | 5  | 6   | 7   | 16  | 25   | 25    |
| 7   | Liverpool Montevideo      | 18    | 5  | 5   | 8   | 15  | 27   | 33    |
| 8   | Montevideo Wanderers      | 18    | 5  | 5   | 8   | 15  | 26   | 35    |
| 9   | CA Cerro                  | 18    | 4  | 4   | 10  | 12  | 14   | 31    |
| 10  | Central Montevideo        | 18    | 2  | 2   | 14  | 6   | 15   | 46    |

### Klasyfikacja strzelców bramek
| Gole | Piłkarz              | Klub       |
| ---- | -------------------- | ---------- |
| 17   | Juan Eduardo Hohberg | CA Peñarol |